# Vincentius Kadłubek
Wincenty (Vincentius) Kadłubek of Vincentius Cadlubkonis (Karwów of Kargów, ca. 1150 - Jędrzejów, 8 maart 1223) was een telg uit een adellijk Pools geslacht, historicus en een bisschop.

## Biografie
Hij studeerde in Parijs en Bologna en werd later kapelaan aan het hof van koning Casimir de Rechtvaardige. In 1207/8 werd Vincentius bisschop van Krakau. In die hoedanigheid nam hij deel aan het Vierde Lateraans Concilie (opening in 1215). Mede door het werk van Vincentius werden de conflicten tussen Leszek I van Polen en Andreas II van Hongarije over Galicië bijgelegd. In 1218 deed hij afstand van zijn bisschopsambt en werd cisterciënzer in Jędrzejów. Kadłubek werd de eerste Pool die bij de hervormingsbeweging van de cisterciënzers intrad.
Kadłubek schreef een vierdelige geschiedenis van Polen, die loopt tot het jaar 1202. Het bevat talrijke legenden en sterke verhalen over bijvoorbeeld de overwinning van de Polen op Alexander de Grote. Vaderlandsliefde kon Vincentius in elk geval niet ontzegd worden met dit werk van zijn hand. Omdat het een van de weinige historische beschrijvingen uit de middeleeuwen was, oefende het tot in de 18e eeuw grote invloed op de Poolse geschiedschrijving uit. Zijn idee van de res publica en zijn aan Gallus Anonymus ontnomen vox populi, vox dei beïnvloedde uiteindelijk de invoering van de Nihil Novi in 1505, het besluit dat voortaan de wetgevende macht bij de Poolse Landdag berustte en niet bij de koning. Deze overwinning van de Poolse adel tegenover de kroon, werd versterkt door andere maatregelen, zoals de afschaffing van het stemrecht voor de meeste steden en een verscherping van de lijfeigenschap.
Kadlubek werd op 18 februari 1764 door paus Clemens XIII zalig verklaard. Zijn gedachtenis is op 8 maart. Hij is patroon van de stad Sandomierz en het gelijknamige bisdom.

## Werken
- Chronica Polonorum sive originale Regum et Principium Poloniae

## Galerij

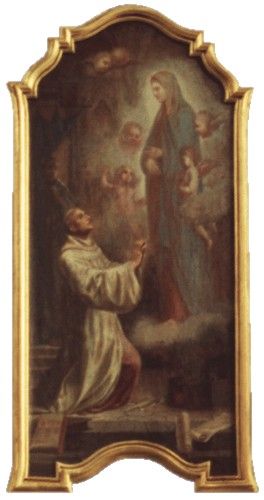
Vincentius vraagt om de voorspraak van Maria, schilderij in de kathedrale basiliek van Sandomierz
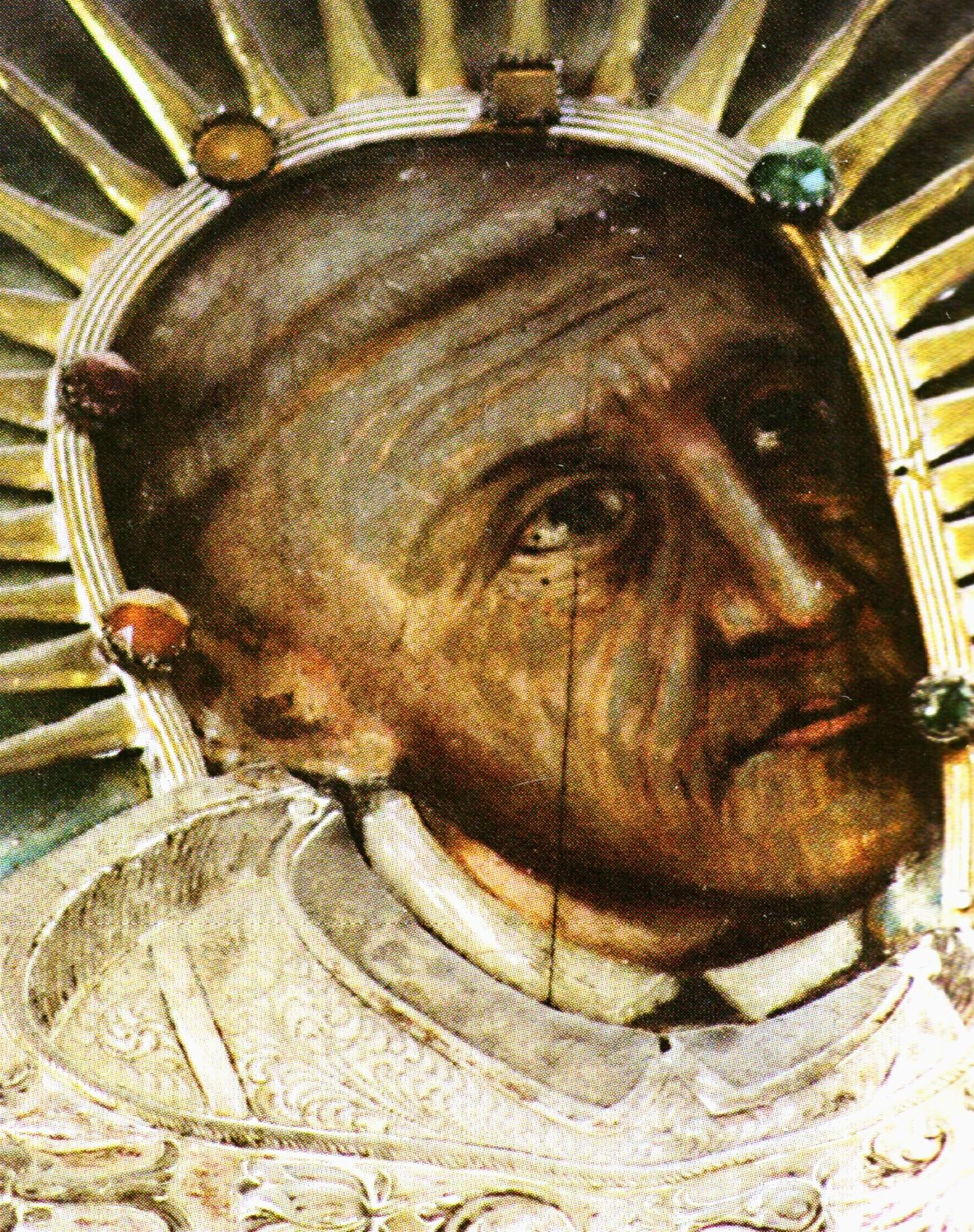
Fragment van een schilderij in het klooster van Jędrzejów
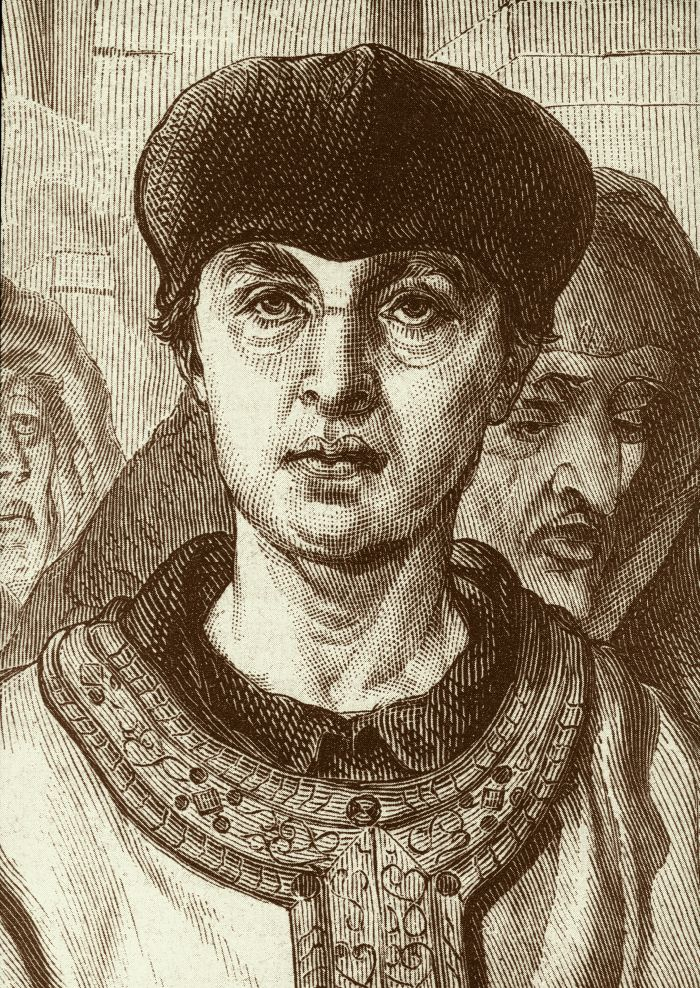
Wincenty Kadłubek w pochodzie benedyktynów door Jan Matejko
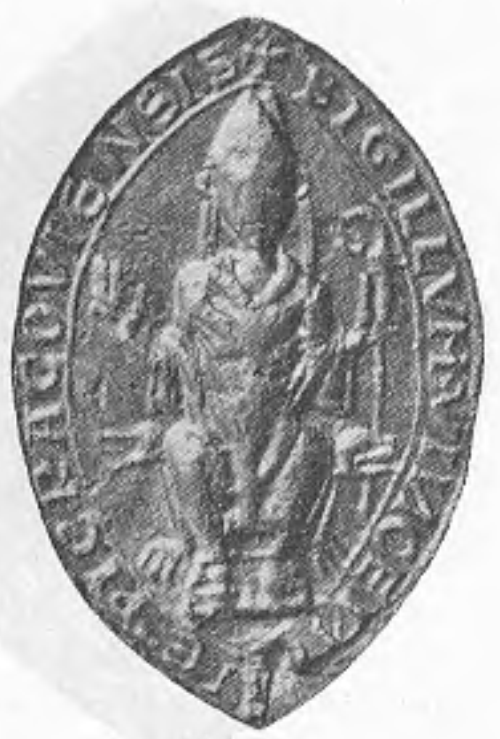
Zegel van Vincentius Kadłubek
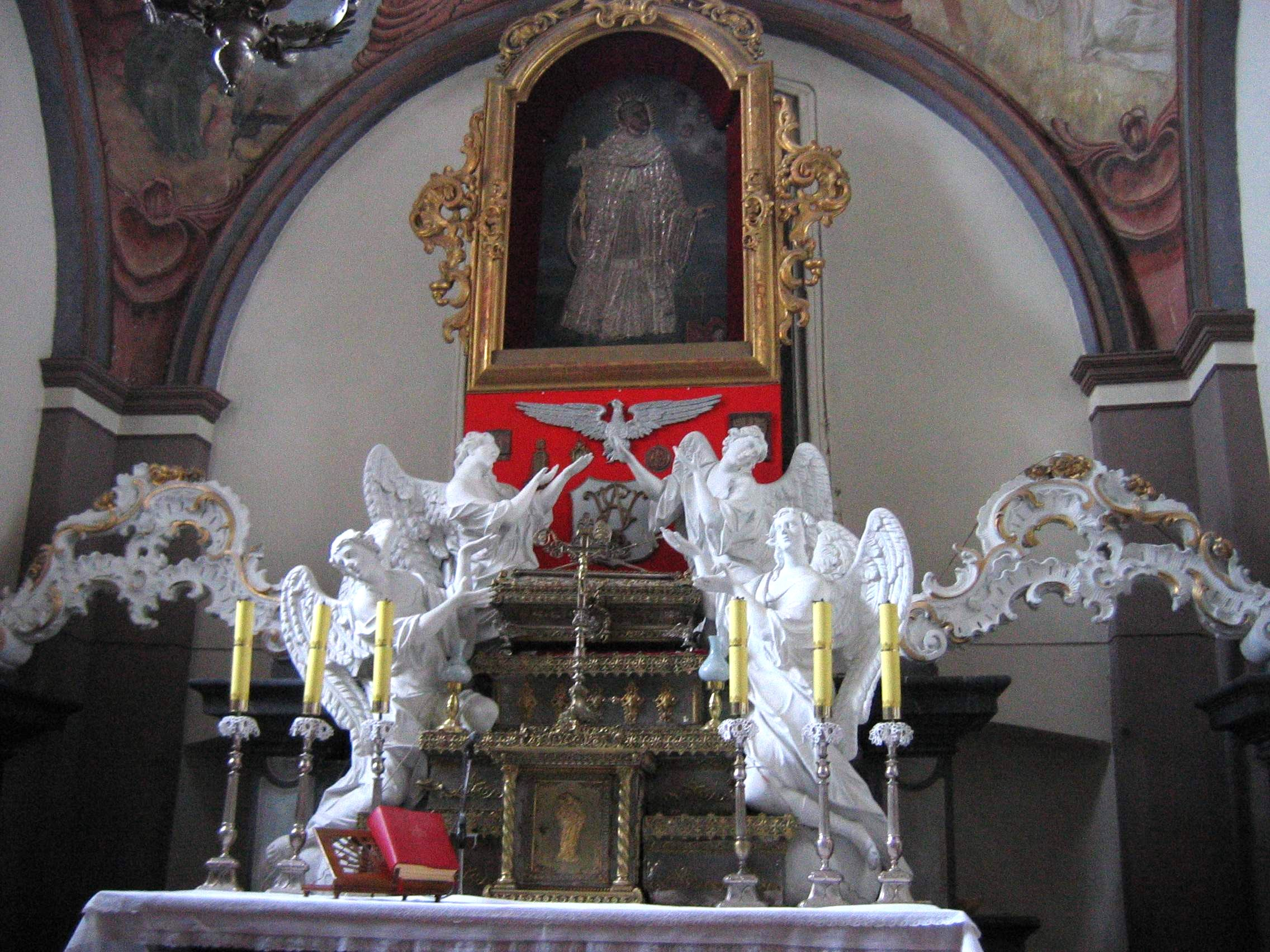
Relikwieën in Jędrzejów
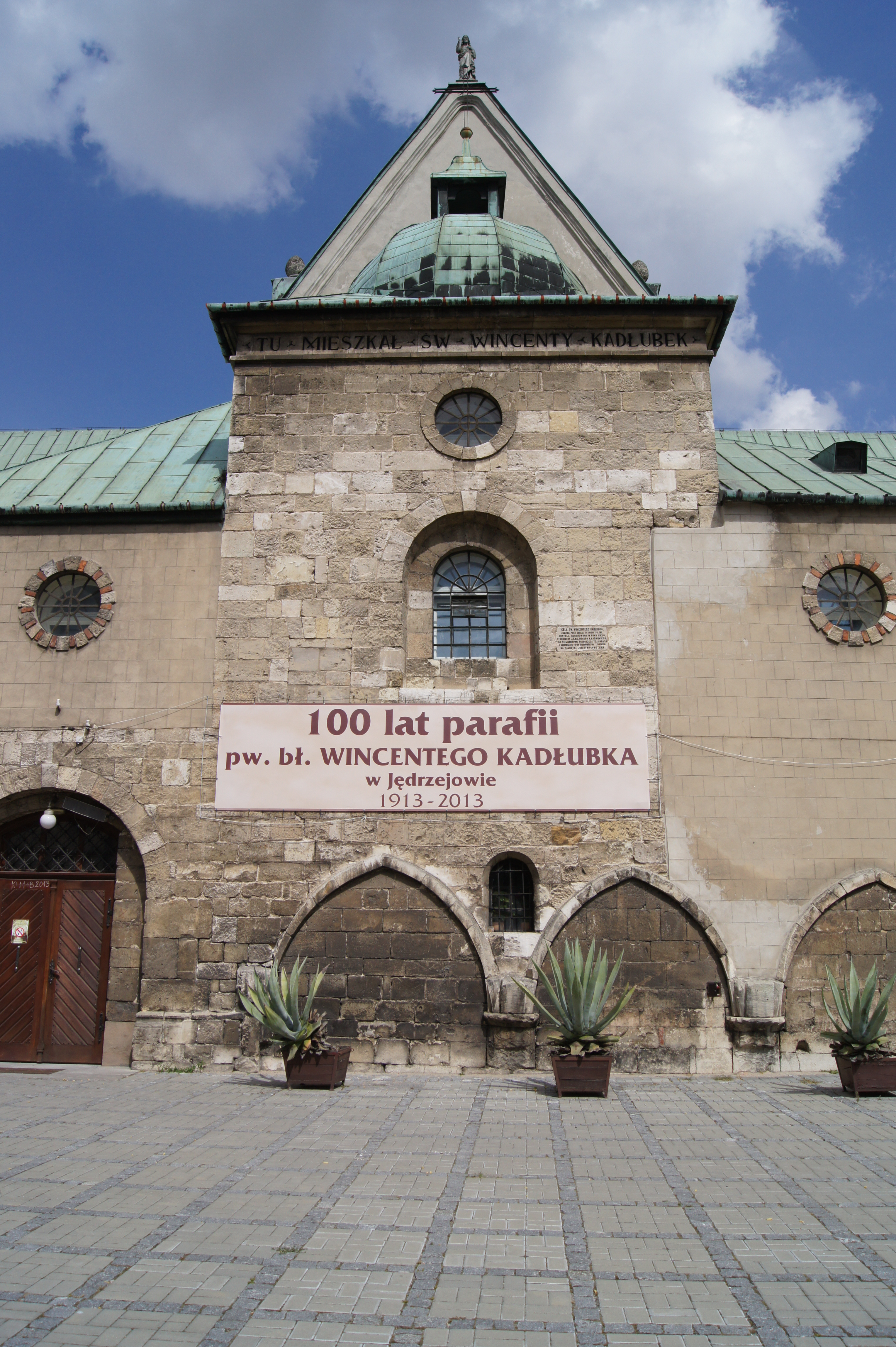
Kapel van de Zalige Vincentius Kadłubek in Jędrzejów
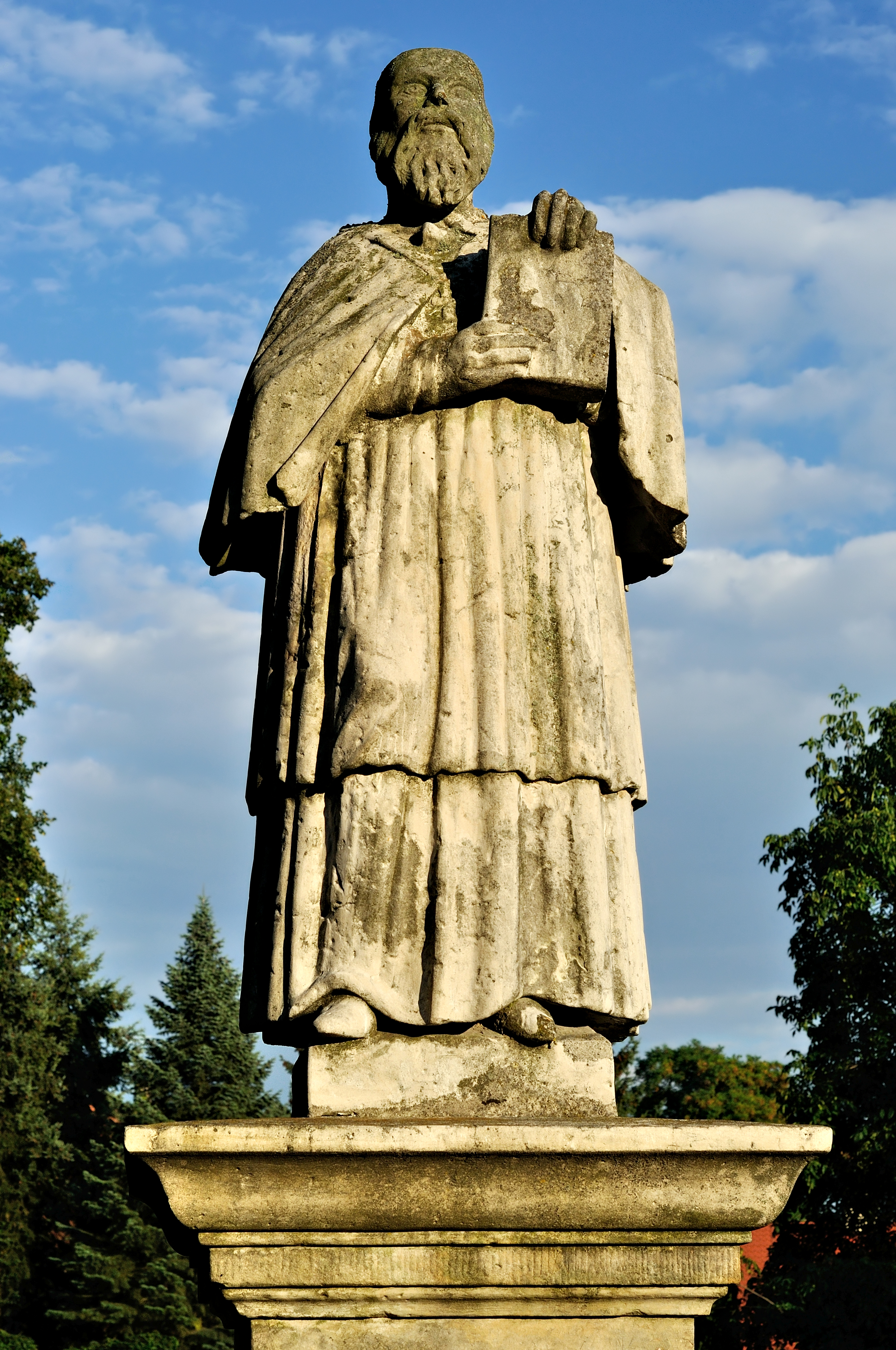
Standbeeld in Sandomierz

- Bibliothèque nationale de France: cb12374686k (data)
- Gemeinsame Normdatei: 119449145
- International Standard Name Identifier: 0000 0001 1874 0259
- Library of Congress Control Number: n81011134
- Nationale Bibliotheek van Tsjechië: jn19981002414
- Nationale Bibliotheek van Israël: 987009960717505171
- Nationale Bibliotheek van Polen: a0000001179448
- Nationale en Universitaire bibliotheek Zagreb: 000248710
- Nederlandse Thesaurus van Auteursnamen: 074457500
- LIBRIS: 102260
- Système universitaire de documentation: 032785186
- Virtual International Authority File: 101744222
- WorldCat: E39PBJwmVDkmHbr9ycrkrxPG73